# Al-Mahani
Abu-Abdullah Muhammad ibn Īsa Māhānī (n. 820 - d. 884) a fost un matematician și astronom persan din Mahan, Persia.
A activat în Bagdad, unde a scris comentarii la cărțile I, V, X, XIII din Elementele lui Euclid. A studiat probleme arhimediene privitoare la secționarea sferei, stabilind ecuația care îi poartă numele, care este o ecuație cubică de forma:
{\displaystyle x^{3}+c^{2}b=cx^{2}.\!}
1. 1 2 3  MacTutor History of Mathematics archive
2. ↑  Dictionary of Scientific Biography[*] Verificați valoarea |titlelink= (ajutor)
3. ↑  Autoritatea BnF, accesat în 10 octombrie 2015